# Arne Dahl
Arne Dahl (født 11. januar 1963) er pseudonym for Jan Arnald, som er en svensk forfatter og litteraturkritiker. Under pseudonymet Arne Dahl har han skrevet en række kriminalromaner om de opdigtede politigrupper "A-gruppen" og "Opcop"
Bøgerne er oversat til en lang række sprog.

### Bøger i serien om A-gruppen
- Misterioso – 1999 (dansk Misterioso – 2001)
- Ont blod – 1999 (dansk Ondt blod – 2002)
- Upp til toppen av berget – 2000 (dansk Op til toppen af bjerget – 2002)
- Europa Blues – 2001 (dansk Europa Blues – 2003)
- De största vatten – 2002 (dansk Vældige vande – 2004)
- En midsommarnattsdröm – 2003 (dansk En skærsommernatsdrøm – 2004)
- Dödsmässä – 2004 (dansk Dødsmesse – 2005)
- Mörkertal – 2005 (dansk Mørketal – 2006)
- Efterskalv – 2006 (dansk Efterskælv – 2007)
- Himmelsöga – 2007 (dansk Himmeløje – 2008)
- Elva – 2008 (dansk Elleve)

### Bøger i serien om Opcop-gruppen
- Hviskeleg (2011) (Originaltitel: Viskleken)
- Stoleleg (2012) (Originaltitel: Hela havet stormar)
- Blindebuk (2013) (Originaltitel: Blindbock)
- To mand frem for en enke (2014) (Originaltitel: Sista paret ut)

### Bøger i serien om Sam Berger og Molly Blom
- Skyggezone (2016) (Originaltitel Utmarker, 2016)
- Indland (2017) (Originaltitel: Inland, 2017)
- Midtvand (2018) (Originaltitel Mittvatten, 2018)
- Friheden (2020)
- Tøbrud (2021)

### Bøger i serien om NOVA og Eva Nyman
- I cirklens centrum (2024)